# Gasser M1870
Der Gasser Armeerevolver M1870(/74) war ein von Leopold Gasser entwickelter österreichischer Armee-Revolver des Kalibers 11,3 × 36 mm R, der von 1870 bis 1918 bei den Landstreitkräften Österreich-Ungarns im Dienst war.

## Geschichte
Am 14. August 1870 wurde an Stelle der früheren einschüssigen Vorderladerpistole der Revolver M1870 u. a. für Unteroffiziere und Soldaten der Kavallerie, für berittene Unteroffiziere der Artillerie und für das Militärfuhrwesenkorps der Landstreitkräfte Österreich-Ungarns eingeführt. Auch eine leicht modifizierte Marineversion existierte.
Die Patrone des Typs 11,3 × 36 mm R entsprach der des Karabiners Modell 1867, wurde für den Revolver jedoch mit weniger Pulver geladen. Verwechselungen führten zu diversen Unfällen und bald zur Entwicklung des Revolvers M 1870/74. Er ist mit einem Stahlrahmen und einer verbesserten Laufbefestigungsschraube versehen.
Der Gasser Armeerevolver M1870 wurde seit 1874 auch auf den Balkan und in das Osmanische Reich exportiert und war ab 1910 auch Standardrevolver der Miliz des Königreichs Montenegro.

## Fabrikant
Die Lieferung des Revolvers wurde von Leopold Gasser bereits vor 1880 eingestellt. Als Ersatzlieferant fungierte die Waffenfabrik Thomas Sederl, Wien-Ottakring.

## Andere Handfeuerwaffen Österreich-Ungarns
Weitere verwendete Handfeuerwaffen bei den Landstreitkräften Österreich-Ungarns waren der Infanterie-Offiziersrevolver System Gasser/Kopratschek (1872), der eine Variante des Gasser M1870 im Kaliber 9 mm war und der 8-mm-Revolver Rast & Gasser M1898. In weiterer Folge wurde zur mehrschüssigen Selbstladepistole übergegangen, und zwar zur 8-mm-Pistole Roth-Steyr M1907 und zur 9-mm Steyr M1912.